# Debre Zeyit
Debre Zeyit (vagy Debre Zeit, amhara nyelven jelentése: „Olajfák hegye”, 1955-ig hivatalosan is használt oromo nyelvű elnevezése Bishoftu) város Etiópiában, Oromia szövetségi állam területén. Jelentős közlekedési csomópont és iparváros.

## Elhelyezkedés
Addisz-Abebától, 40 km-re délkeletre fekszik a fővárost a tengerparti Dzsibutival összekötő vasútvonal mentén. Tengerszint feletti magassága 1920 m.

## Története
A város környékét „Adda” néven emlegették, egy 1935-ből származó svéd beszámoló egy Bishoftu nevű falut említ a környéken, mely a későbbi miniszter, Makonnen Habte-Wold szülőfaluja. 1937 december 9-én olasz telepesek alapítottak itt egy 15.000 hektáros, mezőgazdasági kutatásokkal és a környék további betelepítésének segítése szándékával létrehozott központot, de a következő májusig csak 21 lakó- és néhány egyéb épület készült el.
1946-ban az Addisz-Abeba-i Bolu repülőtérről ide telepítették az Etióp Légierő formálódó egységeit. A pilóták kiképzését a svéd Carl Gustaf von Rosen gróf és 18 embere segítette.
1956-ban a svéd, norvég és német evangélikus missziókból Evangélikus Főiskolát alakítottak, 1958-ban pedig műszaki középiskolát hoztak létre a városban, míg 1963-ban az ENSZ segítségével állategészségügyi iskolát alapítottak.
Debre Zeyit Hailé Szelasszié császár egyik kedvenc pihenőhelye volt, ahol palotát is építtetett.
A marxista kormány, a Derg ellen küzdő Etióp Népi Felszabadító Demokrata Front 1991 májusában foglalta el a várost, a légibázison az előző rendszer több tucat tisztjét tartották fogva.
2004 májusában egy bombarobbanás megölt egy és megsebesített több embert a városban.

## Népesség
Debre Zeyit népessége a 2007-es népszámlálási adatok alapján 100 114 fő, ebből 47 938 férfi (47,9%) és 52 176 nő (52,1%). 1994-ben a város lakossága 73 372 fő volt, vagyis 2007-ig átlagosan évi 2,4%-kal növekedett.

## Látnivalók
- Zöld Kráter-tó
- Hora Kiloli-tó
- A város körül öt krátertó található: Bishoftu-, Hora- (vízisportok, madárrezervátum, évenkénti fesztivál), Bishoftu Guda-, Koriftu- és az időszakos Cheleklaka-tó.
- Harar Meda repülőtér: az Etióp Légierő fő bázisa, emellett belföldi légi járatokat is fogad, 2005-ben kb. 100.000 utassal.
- Debre Zeyit Kutatóközpont: 1953-ban alapították, az Etióp Mezőgazdasági Kutatóintézet működteti. Elsősorban a teff, a lencse, a csicseriborsó terméshozamának növelésével és baromfitenyésztéssel foglalkozik.

## Fordítás
- Ez a szócikk részben vagy egészben  a   Debre Zeyit című angol Wikipédia-szócikk fordításán alapul.  Az eredeti cikk szerkesztőit annak laptörténete sorolja fel. Ez a jelzés csupán a megfogalmazás eredetét és a szerzői jogokat jelzi, nem szolgál a cikkben szereplő információk forrásmegjelöléseként.